# 全明星感謝祭
『全明星感謝祭』（日語：オールスター感謝祭，略稱：感謝祭）是日本TBS系列自1991年（平成3年）10月5日秋季起，在每年春季及秋季節目改編期的首個星期六，以直播方式每年播出2次的大型問答題、綜藝電視節目。在2021年（令和3年）10月9日的播出成為迎來30週年的日本長壽節目。

## 概述
這是一項特殊電視節目，約有200名演藝人員參加，進行四項選擇測驗併參加小馬拉松和其他各種項目。每年播出兩次，並在5到6個小時之間進行實況轉播。
第一次是1991年10月5日，星期六。此外，從1991年10月17日到1992年3月26日，有一個常規版本的『測驗!命中率25%』，它在星期四的從22:00到23:00廣播了。

## 腳註

## 外部連結
- TBS『全明星感謝祭』（页面存档备份，存于） - 官方網站
- 全明星感謝祭的X（前Twitter）
- 全明星感謝祭的Facebook專頁
- テレビコ - 制作者インタビュー：オールスター感謝祭（页面存档备份，存于）

## 相關項目
- 意甲小旋風（日语：燃えろ!トップストライカー）

『全明星感謝祭』的主持人島崎和歌子演唱了片頭曲與片尾曲，第一次播出和播出日期與『全明星感謝祭』的常規版本『測驗!命中率25%』相同。（第一次廣播是在1991年10月10日，廣播日期是星期四。）這是在星期四從19:30到20:00在東京電視台廣播了。